# The Cataracs
The Cataracs est un groupe de hip-hop et de pop indépendante américain, originaire de Berkeley, en Californie, composé de Niles Hollowell-Dhar et David Singer-Vine.

## Biographie

### Débuts
Les membres du duo se rencontrent à la Berkeley High School. Singer-Vine participe à un album de rap enregistré dans le campus. Après écoute de l'album, Dhar enregistre une chanson. Mais cette réponse, à l'origine une insulte, mène les deux à s'allier d'amitié. En 2003, ils forment le groupe The Cataracs (un nom inspiré d'une phrase (Who smoke ‘til your eyes get cataracts ; « qui fume jusqu'à ce qu'il ait une cataracte ») issue de la chanson What's my name Pt. 2 de Snoop Dogg). En été 2006, ils publient leur premier album, Technohop Vol. 1. En août 2006, le groupe se joint au groupe The Pack pour le single Blueberry Afghani. la chanson devient un hit et devient « chanson téléchargée de la semaine » par 106 KMEL, et de nombreux sites comme The Fader, Hip Hop Connection et XLR8R l'acclament.
Singer-Vine s'inscrit à la Columbia College Chicago, de Chicago dans l'Illinois. Niles Dhar est également membre de la fratrnité Pi Kappa Phi de la San Francisco State University. Mais souhaitant poursuivre leur carrière musicale, les deux décident de quitter le lycée. Le duo emménage ensuite à Los Angeles, en Californie, où ils commencent à travailler à plein temps dans la musique, composant des chansons comme Club Love et Baby Baby, le dernier étant devenu l'intro de l'émission Keeping Up with the Kardashians au début de 2010. En 2007, ils publient leur deuxième album, Technohop Vol. 2, et en 2008, leur troisième album, The 13th Grade.

### Popularité et départ de David
À leur nouveau lieu, ils découvrent Dev, originaire de Manteca (Californie). Dhar leur demande de chanter pour eux, et enregistre 2Nite. The Cataracs, avec Dev, signent au label indie-pop, auquel des musiciens tels que Young L. sont membres. Ils signent ensuite à un label major, Universal Records. Avec Universal, ils produisent pour des musiciens comme Far East Movement et Glasses Malone. En tant qu'artistes, The Cataracs sont acclamés pour leur single Club Love en 2010, diffusés dans les clubs et sur les radios. Malgré cela, The Cataracs doivent leur succès au single Like a G6 écrit par Singer-Vine et Dhar, et produit par Dhar. Il atteint également la première place du classement Billboard.
Au début de décembre 2010, ils collaborent avec Snoop Dogg, l'inspiration derrière le nom du groupe, sur la chanson Wet, le titre principal de son album Doggumentary publié en 2011. Ils produisent Kick Us Out pour le trio pop Hyper Crush. Le 23 août 2012, Niles annonce le départ de David.

### Suites et séparation
Le 23 août 2012, Niles annonce, sur la page Facebook du groupe, que David quitte le groupe. Niles annonce finalement la séparation du groupe le même mois,. Le 2 avril 2013, Niles publie un clip, Missed U 2, qui dévoile le lien qui les attachait. Le single de Selena Gomez, Slow Down, publié le 4 juin 2013, est produit par The Cataracs.
Niles prend ensuite le nom de KSHMR et signe chez Spinnin' Records.
En Février 2025, The Cataracs se sont réformés et on sorti un nouveau single avec la chanteuse DEV (après 14 ans sans avoir sorti de chanson). La nouvelle chanson s'appelle Make Ya Body Whistle

## Discographie

### Albums studio
- 2006 : Technohop Vol. 1
- 2007 : Technohop Vol. 2
- 2008 : The 13th Grade
- 2009 : Songs We Sung in Showers

### EPs
- 2008 : Lingerie
- 2012 : Gordo Taqueria
- 2012 : Loud Xmas
- 2013 : Loud Science

### Mixtapes
- 2008 : Kids (Presented by DJ Eleven)
- 2009 : Yeah Buddy! (Mixed by DJ Excel)
- 2009 : The Stimulating Package
- 2010 : I Thought They Were Black?! (Presented by DJ Greg Street)

### Singles
- 2008 : Freakin' Ta Ma Song
- 2008 : Julia
- 2009 : Club Love
- 2010 : Bass Down Low (featuring Dev)
- 2010 : Like a G6 (featuring Far East Movement & Dev)
- 2011 : Top of the World (featuring Dev)
- 2011 : Sunrise (featuring Dev)
- 2012 : All You (featuring Waka Flocka Flame et Kaskade)
- 2012 : Backseat (featuring New Boyz)
- 2012 : Alcohol (featuring Sky Blu des LMFAO)
- 2013 : Hey Now (featuring Martin Solveig et Kyle)
- 2025: Make Ya Body Whistle (featuring Dev)